# André Galluzzi
André Galluzzi (né le 18 juillet 1973 à Francfort), aussi connu sous le pseudonyme de Cocoon, est un producteur et disc jockey allemand de musique électronique.

## Biographie
Il est un ancien DJ résident au Parkcafé de Wiesbaden et s'est également produit dans des clubs comme le Dorian Gray et le Cocoon Club, ainsi que dans des soirées à l'étranger et à la Love Parade. Il a également participé à des émissions de radio sur Kiss FM, hr XXL, Radio Sputnik et Fritz. Fin 1994, André Galluzzi passe chez Neuton, où il fait la connaissance de Paul Brtschitsch, et fonde avec lui le label Taksi. Leur première production sort en 1995 sur le label Taksi, et est jouée par Sven Väth sur Hr3.
En 1996, Tresor l'engage comme résident, puis il passe chez Good Groove Booking. En 2001, Richie Hawtin rachète le morceau Schneesturm de Taksi sur le label Plus 8, et en fait un remix. André Galluzzi et Paul Brtschitsch produisent le morceau Maskenball pour la compilation C de Cocoon et l'album Night on Earth II pour Ongaku Music. Leur morceau Rohrbruch est racheté par le label belge Music Man. Durant l'année 2000, il atteint à plusieurs reprises les charts, grâce notamment au morceau Taxi avec Paul Brtschitsch, sorti en 1996, ou le classique Azymuth de Kenny Larkin.
En 2013, il enregistre un set en streaming pour DJ Mag sous son surnom Cocoon. Le 31 janvier 2021, André Galluzzi fait partie de la liste Jahrescharts 2020 du Faze Mag.